# روبرت براينت (لاعب كرة الماء)
روبرت براينت (بالإنجليزية: Robert Bryant)‏ هو لاعب كرة الماء أسترالي، ولد في 14 يونيو 1958.

## وصلات خارجية
- روبرت براينت على موقع الاتحاد الدولي للسباحة (الإنجليزية)
- روبرت براينت على موقع أوليمبيديا (الإنجليزية)
- روبرت براينت على موقع اللجنة الأولمبية الأسترالية (الإنجليزية)